# Fladdabister

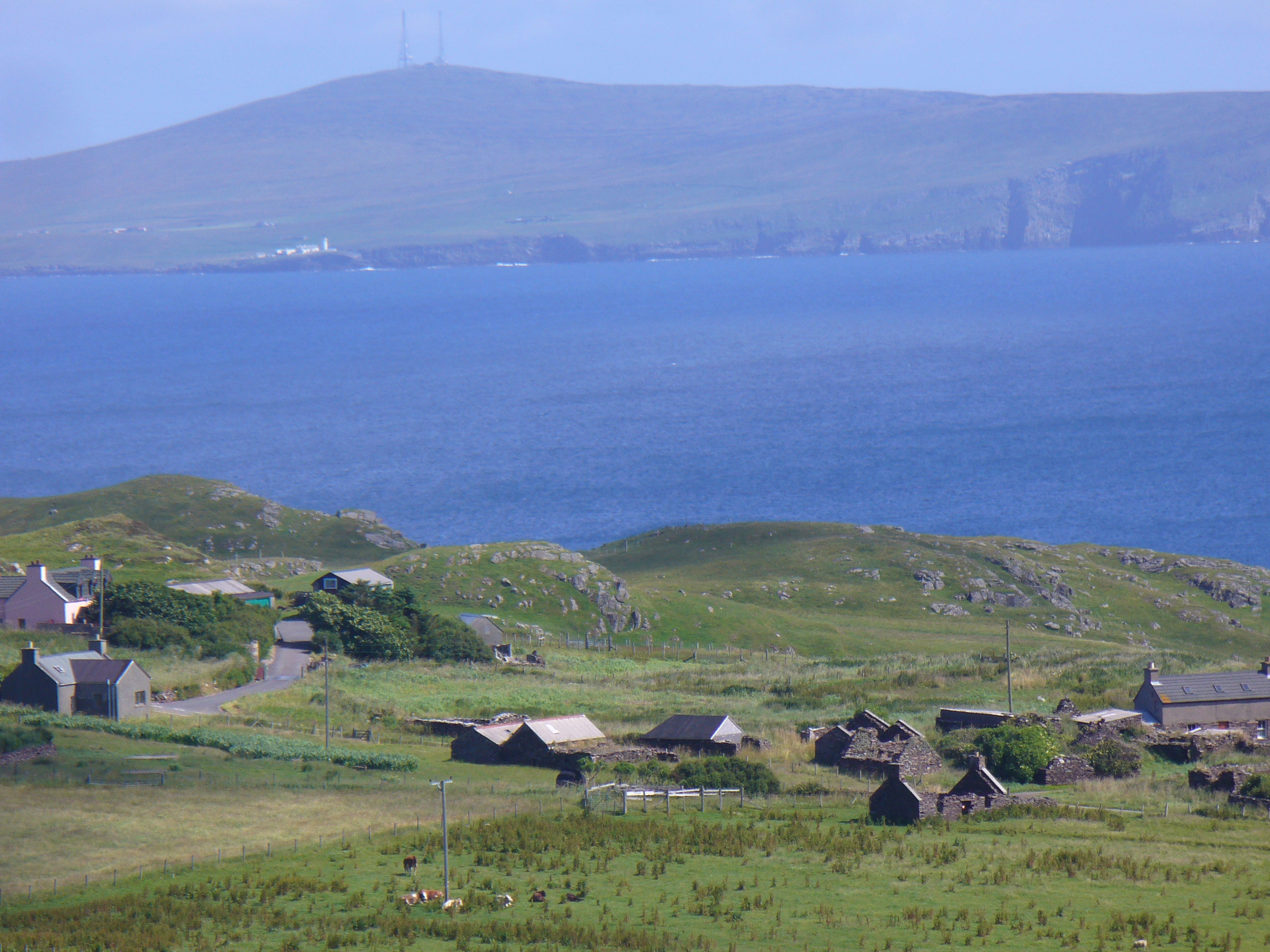
Blick auf den Ort und das Meer

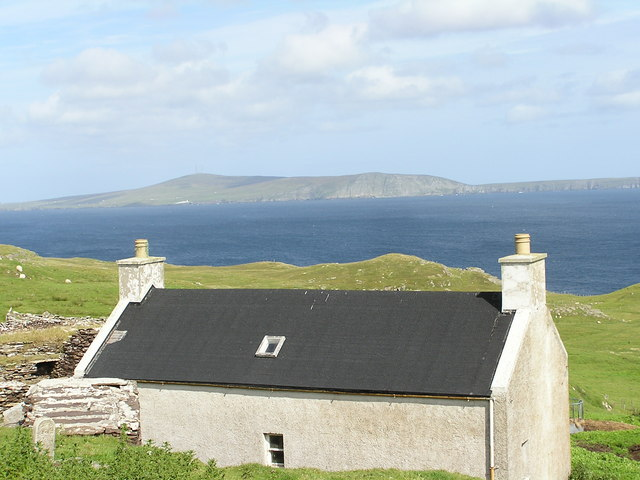
Cottage in Fladdabister

Fladdabister ist eine kleine Ortschaft, die in Schottland im Süden der Shetlandinseln liegt.

## Geographie
Fladdabister liegt im Süden von Mainland etwas oberhalb einer Meeresbucht im Osten, der Bay of Fladdabister. Hinzu kommt, im Norden, der See Loch of Fladdabister. Nach Lerwick sind es zehn Kilometer im Nordosten. Weitere Ortschaften in der Nähe sind Aithsetter im Südosten, Cunningsburgh im Süden und Easter Quarff im Norden.

## Historisches
Im Rahmen der historischen Gliederung Schottlands in Civil Parishes zählt Fladdabister zu Dunrossness.

## Verkehr
An Fladdabister vorbei verläuft der südliche Teil der A970, der Sumburgh mit Lerwick verbindet.